# Češnjevek, Trebnje
Češnjevek este o localitate din comuna Trebnje, Slovenia, cu o populație de 110 locuitori.